# 盧知原
盧知原（?—1141年），字行之，湖州德清（今浙江德清）人。
以父蔭擔任歙县知縣，後再荐赴都堂审察，累迁梓州路转运副使。徽宗时，承平既久，戎备皆弛，知原“筑城垣二十余里。”。歷官江、淮、荆、浙等路发运使。高宗時，知温州。當時有叶浓陷建州，扬勍陷处州，靠知原得以安定。绍兴十一年十月卒。
有弟盧法原。

## 延伸阅读
[在维基数据编辑]
 《宋史/卷377》，出自脱脱《宋史》